# West Duchovny
Madelaine West Duchovny ['dukɔvniː'] (* 24. April 1999 in Los Angeles, Kalifornien) ist eine US-amerikanische Schauspielerin.

## Leben
West Duchovny wurde im April 1999 als Tochter des Schauspielerpaares Téa Leoni und David Duchovny geboren, die von 1997 bis 2014 miteinander verheiratet waren. Sie wuchs in Kalifornien auf, im Alter von zehn Jahren siedelte sie mit der Familie nach New York City über.
Eine erste Episodenrolle hatte sie in der Serie Akte X – Die unheimlichen Fälle des FBI. In der Serie The Magicians war sie 2019 in drei Folgen als Whitley zu sehen. Im Kinofilm Linoleum – Das All und all das (2022) von Colin West spielte sie die Rolle der Darcy. 2023 gehörte sie in der Serie Saint X des Streaminganbieter Hulu als Alison Thomas zur Hauptbesetzung, in der Netflix-Serie Painkiller mit Matthew Broderick übernahm sie die Rolle der Pharmavertreterin Shannon Schaeffer.
In den deutschsprachigen Fassungen wurde sie unter anderem von Yamuna Kemmerling in Saint X, von Magdalena Höfner in Painkiller sowie von Angelina Markiefka in The Magicians synchronisiert.

## Filmografie (Auswahl)
- 2018: Akte X – Die unheimlichen Fälle des FBI (The X-Files, Fernsehserie, Episode 11x10)
- 2019: The Report
- 2019: The Magicians (Fernsehserie, 3 Episoden)
- 2021: A Mouthful of Air
- 2022: Linoleum – Das All und all das (Linoleum)
- 2023: Saint X (Miniserie, 8 Episoden)
- 2023: Painkiller (Miniserie, 6 Episoden)